# Militia Point
Militia Point är en udde i Kanada.   Den ligger i provinsen Nova Scotia, i den östra delen av landet, 1 100 km öster om huvudstaden Ottawa.
Terrängen inåt land är platt norrut, men åt sydväst är den kuperad. Havet är nära Militia Point åt sydost. Runt Militia Point är det mycket glesbefolkat, med 6 invånare per kvadratkilometer.. 